# Shimazu (familie)

De mon van de Shimazu-clan

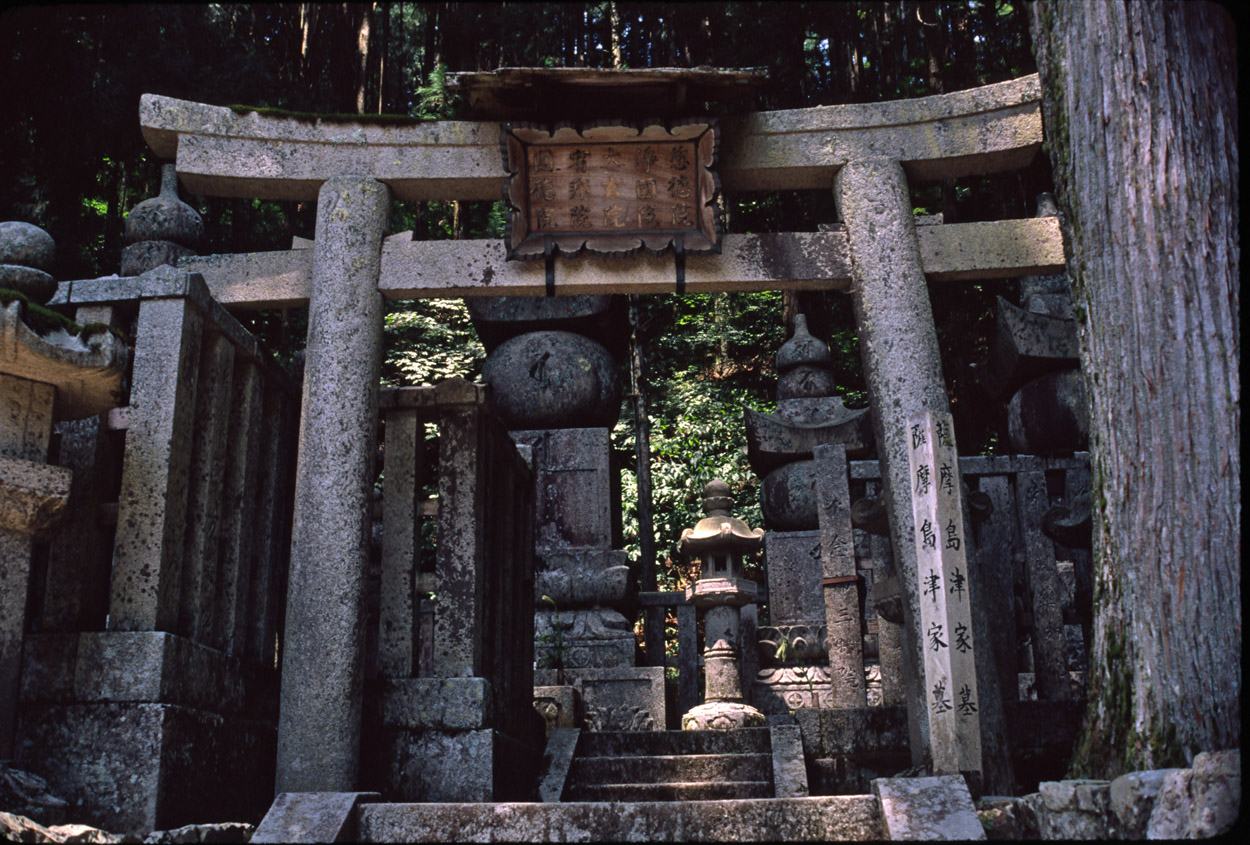
Het familigraf van de Shimazu bij Koyasan.

Shimazu of Shimazu-clan (島津氏, Shimazu-shi) is de naam van een machtige Japanse familie, die eeuwenlang de daimyo waren van de han Satsuma. Om die reden wordt de familie soms ook de Satsuma-clan genoemd.

## Achtergrond
De Shimazu waren afstammelingen van de Seiwa Genji-tak van de Minamoto. De stamvader van de Shimazu, Shimazu Tadahisa (overleden in 1227), was een zoon van Shogun Minamoto no Yoritomo (1147-1199). Tadahisa's vrouw was een dochter van Koremune Hironobu, een afstammeling van de Hata.
In 1186 kreeg Tadahisa het domein Shioda in de gelijknamige provincie. In 1196 veroverde hij Hyūga en Ōsumi provinces, en bouwde een kasteel in het domein Shimazu. Deze naam nam hij aan als familienaam.
De Shimazu waren een van de weinige families uit de Edoperiode die hun han voortdurend wisten te behouden sinds de Kamakuraperiode. Tevens werden ze de rijkste en machtigste tozamafamilie van Japan, met een inkomen van 700.000 koku.
Het 19e hoofd van de familie, Yoshihiro (1535–1619), was de daimyo ten tijde van de slag bij Sekigahara, de oprichting van het Tokugawa-shogunaat, en het beleg van Osaka. Zijn neef en opvolger, Shimazu Tadatsune, wist een grote machtspositie te behouden tijdens de eerste 20 jaar van de 17e eeuw. Hij regelde onder andere de inval in het Koninkrijk Riukiu in 1609.
De Shimazu stonden bekend om de loyaliteit van hun officieren tijdens de Sengoku-periode, en het feit dat zij als een van de eersten in Japan vuurwapens gebruikten in de strijd.
Hisamitsu (1817–1887) was regent van Tadayoshi, de daimyo van Satsuma tijdens de Boshin-oorlog en de Meiji-restauratie.

## Familiehoofden
1. Shimazu Tadahisa
2. Shimazu Tadatoki
3. Shimazu Hisatsune
4. Shimazu Tadamune
5. Shimazu Sadahisa
6. Shimazu Morohisa
7. Shimazu Ujihisa
8. Shimazu Yuihisa
9. Shimazu Motohisa
10. Shimazu Hisatoyo
11. Shimazu Tadakuni
12. Shimazu Tachihisa
13. Shimazu Tadamasa
14. Shimazu Tadaosa
15. Shimazu Tadataka
16. Shimazu Katsuhisa
17. Shimazu Takahisa
18. Shimazu Yoshihisa
19. Shimazu Yoshihiro
20. Shimazu Tadatsune
21. Shimazu Mitsuhisa
22. Shimazu Tsunataka
23. Shimazu Yoshitaka
24. Shimazu Tsugutoyo
25. Shimazu Munenobu
26. Shimazu Shigetoshi
27. Shimazu Shigehide
28. Shimazu Narinobu
29. Shimazu Narioki
30. Shimazu Nariakira
31. Shimazu Tadayoshi
32. Shimazu Tadashige
33. Shimazu Toyohisa

## Andere leden
- Shimazu Myron
- Shimazu Shigehide